# Haptotaxis

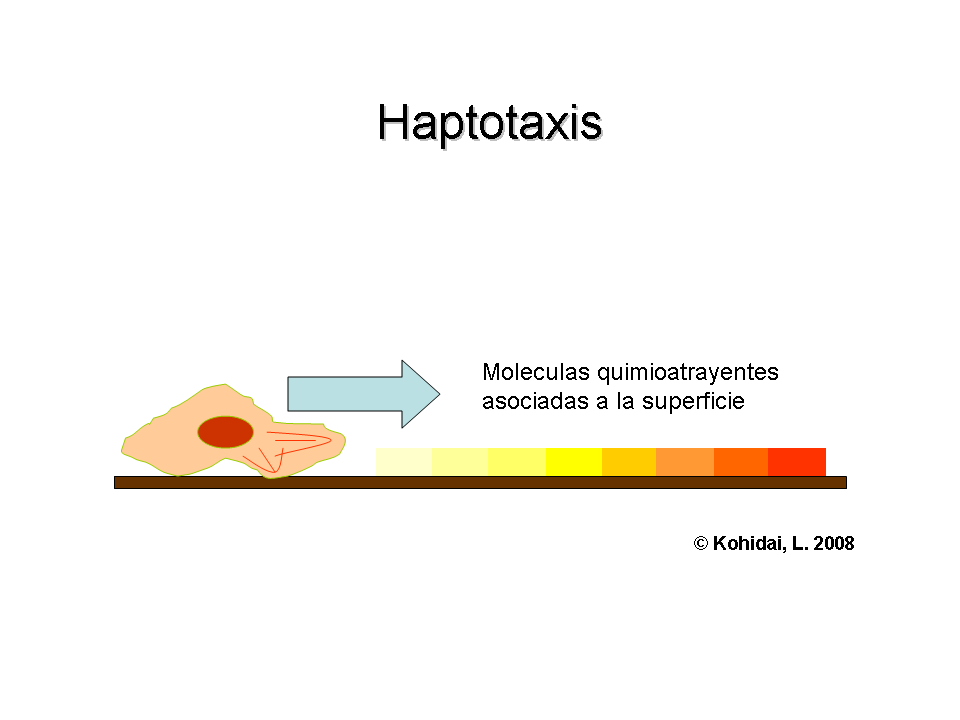
Diagrama esquemático de la Haptotaxis

La Haptotaxis  (del griego hapto: tocar, sujetar, alcanzar y taxis: disposición, orden, posición), es el fenómeno de motilidad direccional usualmente por un gradiente de adhesión celular o enlaces quimioatrayentes.  El gradiente de los quimioatrayentes es expresado sobre una superficie o unido a esta, en base al nivel de propiedades adhesivas de su entorno, de tal forma que migran hacia superficies más adherentes. 
La orientación y composición de la matriz extracelular (ECM) afecta al entorno adhesivo de las células de tal forma que la densidad de ligandos como colágenos, fibronectinas y lamininas dirige el movimiento haptotáctico: 
desde zonas de baja concentración a zonas de concentración elevada. Por lo tanto, la haptotaxis depende de la adhesión entre la célula y la matriz ECM. Esta adhesión está afectada por el tipo de célula, la composición de la matriz ECM, el proceso de degradación proteolítica de la matriz ECM y de los tipos de integrinas expresadas en las células. Al depender mayormente de la adherencia celular, influye mucho la mojabilidad entre célula y superficie.
El proceso de haptotaxis se puede confundir con el proceso de quimiotaxis, ya que, mayormente, se diferencian en la naturaleza de la molécula atrayente y el sitio en donde se unen. De tal forma que la quimiotaxis se refiere al movimiento celular hacia un gradiente soluble y la haptotaxis trata de la migración celular a lo largo de un gradiente insoluble, ligado a la superficie de referencia: la matriz ECM, en el caso celular. La realidad es que los procesos suelen estar presentes juntos, así por ejemplo, en el caso de una célula unida a un sustrato, la haptotaxis de la misma estará dominada tanto por el gradiente de la señal de orientación de interés como por, de forma opuesta, el gradiente de la superficie de dicho sustrato.
En cuanto a las integrinas, son una familia de glicoproteínas transmembrana que actúan como receptor de ligandos específicos constitutivos de la matriz ECM y ayudan al crecimiento de la célula proporcionando una unión entre su citoesqueleto y la matriz extracelular.
Ha sido sugerido que la haptotaxis procede por lo que se conoce como la hipótesis de tres pasos.
· En primer lugar, la matriz extracelular se degrada por la degradación de la matriz de proteasas, dejando ligandos libres para la unión de las integrinas. 
· A continuación, las células forman uniones a la matriz ECM a través de la unión receptor-ligando de adhesión
· Finalmente, se generen fuerzas dentro de las células, facilitando su movimiento hacia delante.
Esos gradientes se presentan naturalmente en la matriz (ECM) del cuerpo durante procesos tales como angiogénesis, o artificialmente en biomateriales, donde se establece un gradiente por alteración de la concentración de sitios de adhesión, sobre un sustrato polímero.